# Letteratura laotiana

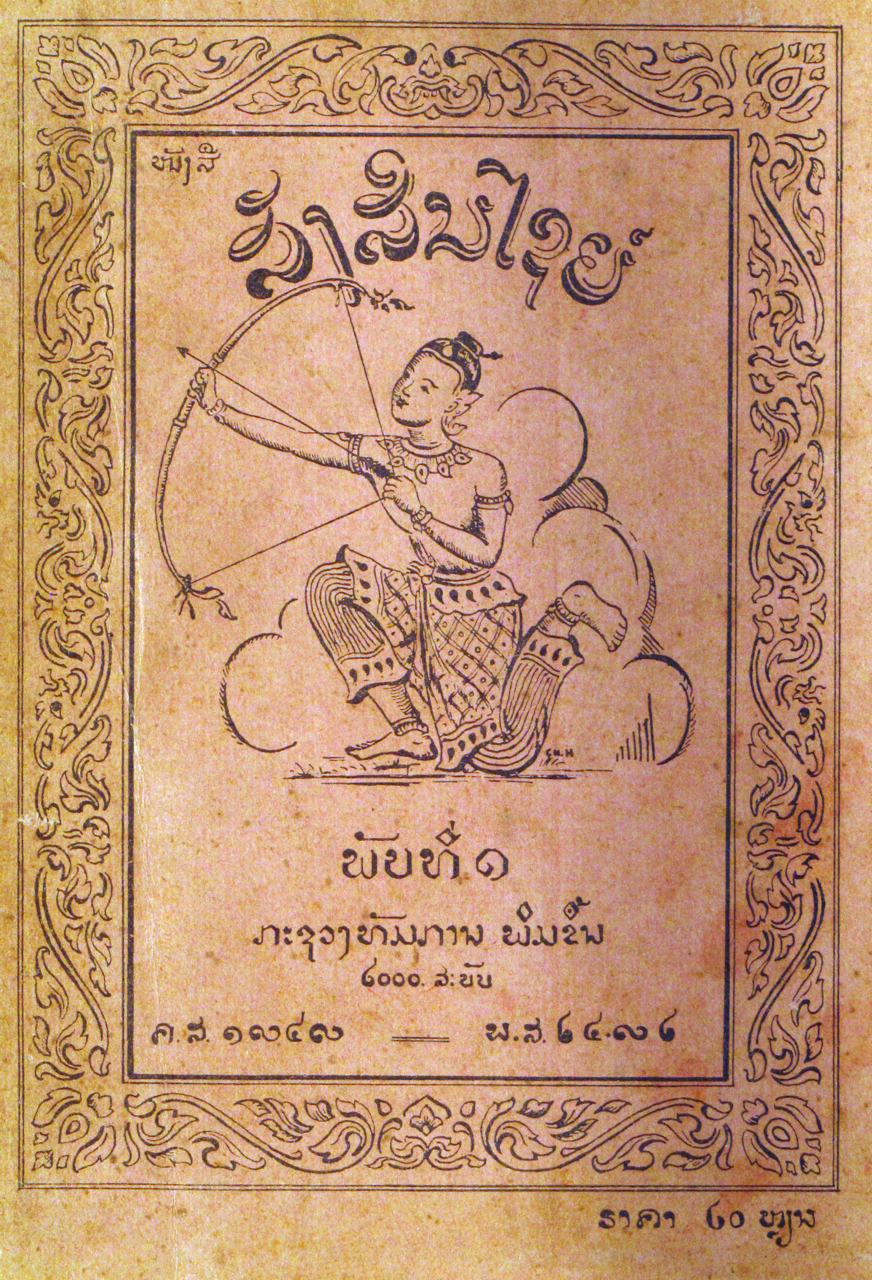
Copertina della prima stampa del Sang Sinxay del 1949

La letteratura laotiana condivide le influenze della letteratura indiana con gli altri paesi vicini, come la Thailandia e la Cambogia. Prima dell'avvento della scrittura in Laos, le opere erano tramandate oralmente oppure cantate, come nel caso del più noto poema epico nazionale intitolato Sang Sinxay. La letteratura classica scritta è conservata nei templi buddhisti sotto forma di manoscritti su foglie di palma.

## Storia
La scrittura approdò in Laos nel XIV secolo in concomitanza della diffusione del Buddhismo nell'area. Le storie che fino ad allora venivano tramandate oralmente iniziarono a essere trascritte. Questo patrimonio include storie d'amore, racconti eroici, mitologici e religiosi. Tra questi ultimi si menzionano i jātaka, incentrati sulle antecedenti vite di Buddha. Gran parte del 547 jātaka del Pali Tipitaka non sono altro che trascrizioni in lingua lao dell'originale Canone pāli proveniente dallo Sri Lanka. Oltre a questi si menzionano altri 50 jātaka apocrifi ispirati a storie popolari lao e thai della stessa epoca che vennero aggiunti dagli studiosi di Luang Prabang intorno ai secoli XVII-XVIII. Molti manoscritti in lingua lao vennero trasferiti a Bangkok dopo l'invasione di Vientiane da parte dei thailandesi avvenuta nel 1828.
La lingua pāli è stata impiegata da numerosi autori anonimi di cronache storiche. L'esempio più noto di questo tipo di narrativa è il Nithan Khun Borom, opera incentrata sulla figura leggendaria del re Khun Borom che intende descrivere le origini del popolo lao. Molte opere laotiane sono ispirate alle storie raccolte nel Pañcatantra indiano, un'opera incentrata su storie d'avventura e di eventi soprannaturali che vedono come protagonisti personaggi teriantropi. Alcune rievocazioni della storia di Cenerentola sono riscontrate nella fiaba Pa Pul Dan, con protagonista una giovane nelle grinfie della sua matrigna egoista. Il poema epico che più ha influenzato la cultura laotiana è il Phra Lak Phra Ram, la versione locale dell'epica Rāmāyaṇa di origine indiana. L'opera giunse nell'area per via dei khmer indù e venne inizialmente rappresentata nei rilievi di numerosi templi dell'epoca di Angkor, come il Vat Phou. In seguito apparve una versione laotiana molto differente rispetto all'originale indiano o all'equivalente thailandese Ramakien.
Nella letteratura profana sono diffusi anche racconti giuridici, manuali di astrologia ed erboristeria, cronache locali e raccolte di proverbi. I racconti umoristici sono piuttosto rari nella letteratura scritta, ma ancora diffusi nella tradizione orale.
La stampa venne introdotta nel paese in epoca coloniale sotto il domino francese. Nel 1944 venne pubblicato il primo romanzo moderno laotiano intitolato Phaphutthahuup Saksit ("L'immagine del sacro Buddha"). La letteratura laotiana visse un periodo di declino con l'avvento della guerra civile che precedette il regime comunista. Negli anni '70 e '80 la letteratura fu relegata a celebrare il socialismo, ma in seguito ci fu una certa distensione riguardo ai temi ammessi. Solo nel 1999 venne infatti pubblicata la prima opera contemporanea di narrativa intitolata Phǣng mǣ: hōm lư̄ang san (ed. in inglese: Mother's beloved : stories from Laos) di Outhine Bounyavong.